# 朗西曼岩
朗西曼岩（英語：Runciman Rock）是南極洲的岩石，處於布萊克島以東0.2公里，屬於威廉群島中阿根廷群島的一部分，在1935年由英國探險隊繪入地圖和命名，現時由南極條約體系管理。